# Das große Wunschkonzert (Album)
Das große Wunschkonzert ist das 13. Studioalbum des österreichischen Schlagersängers Freddy Quinn, das 1967 (im gleichen Jahr wie Das Lied der Heimat) im Musiklabel Polydor (Nummer 249 191) erschien und nahezu vollständig aus Coverversionen bestand. Es konnte sich auf Platz zehn in den deutschen Albumcharts platzieren. Singleauskopplungen wurden keine produziert.

## Titelliste
Das Album beinhaltet folgende 13 Titel:
- Seite 1

1. Wolgalied (aus der Operette Der Zarewitsch, im Original von Richard Tauber gesungen, 1927[3])
2. Good bye, Jonny (Original von Hans Albers, 1939[4])
3. Es war einmal (Original von Heinrich Bolten-Baeckers und Paul Lincke, 1899[5])
4. Über Die Prärie (Indian Love Call) (Original als Indian Love Call von Mary Ellis und Dennis King, 1924[6])
5. Mamatschi (Original von Rosl Seegers, 1938[7])
6. In mir klingt ein Lied (Original: Tristesse (Etude E-Dur), op. 10 Nr. 3 des polnischen Komponisten Frédéric Chopin, 1832. Herbert Ernst Groh war 1934 der erste Sänger des Liedes In mir klingt ein Lied.[8])

- Seite 1

1. Heut’ Ist Ein Feiertag Für Mich (Original von Maria Mucke und Willy Berking, 1953[9])
2. Du – Du – Du (You-You-You) (Original von Angèle Durand und Béla Sanders, 1953[10])
3. O, Mein Papa (Original von Erna Lenser, 1939[11])
4. Mutter, sei nicht traurig
5. Einsamer Sonntag (geschrieben als Szomorú vasárnap von László Jávor und Rezső Seress, 1933[12])
6. Ich bin nur ein armer Wandergesell (geschrieben von Eduard Künneke, Herman Haller und Fritz Oliven, 1921[13])
7. Heimat, deine Sterne (Original von Manfred Heidmann, 1941[14])

## Charts und Chartplatzierungen
| ChartsChartplatzierungen | Höchstplatzierung | Wochen |
| ------------------------ | ----------------- | ------ |
| Deutschland (GfK)        | 10 (24 Wo.)       | 24     |